# 第213步兵師 (德國國防軍)
德國國防軍陸軍第213步兵師（德語：213. Infanterie-Division）是納粹德國國防軍陸軍的一個步兵師。該師於1939年8月組建。
該師組建後，一直作為預備隊，駐紮在德國國內，並沒有參加作戰行動。
該師最後於1941年解散。

## 註腳
1. ↑  Mitcham（2007年）